# Burchard Stöter
Burchard Stöter (* um 1465 in Neustadt am Rübenberge; † 5. Februar 1528 in Loccum) war ein deutscher Ordensgeistlicher.
Stöter trat in das Kloster Loccum ein, das unter Abt Boldewin Clausing (1504–1519) während der Hildesheimer Stiftsfehde schwer zu leiden hatte. Er wurde nach Boldewins Tod am 18. November 1519 zum Abt von Loccum gewählt. 
Im Jahre 1520 schickte er zwei Loccumer Mönche, Ludolf Herzog und Antonius Corvinus, zum Studium nach Leipzig. Am 5. Februar 1528 wurde Abt Burchard von einem Münchehager Bauern namens Hans Meyer im Streit um eine Landvergabe mit einer Axt erschlagen. Der Abt wurde in der Klosterkirche beigesetzt. Sein Nachfolger als Abt wurde Magnus Schlüter (1528–1536).
Eine Kreuzsteinplatte aus Sandstein innen an der Wand des nördlichen Seitenschiffs in der Klosterkirche erinnert an die Mordtat. Die lateinische Inschrift lautet:

„‘Anno dni m ccccc xxviii am da / che agate wart hir abbet B / cherdt va des closters egenen m / ne vnsculdige doet gehawe de go / gnade’“

„Am 5. 2. 1528 wurde der Abt Burchard hinterücks unschuldig erschlagen“